# Žitkovčica
Žitkovčica es una localidad de Croacia situada en el municipio de Kravarsko, en el condado de Zagreb. Según el censo de 2021, tiene una población de 50 habitantes.

## Geografía
Está ubicada a una altitud de 210 m s. n. m., a unos 35 km de la capital nacional, Zagreb.